# Birklerbach
Der Birklerbach oder Birkler Bach ist ein rechter Zufluss des Aubaches im Landkreis Main-Spessart im bayerischen Spessart.

## Verlauf

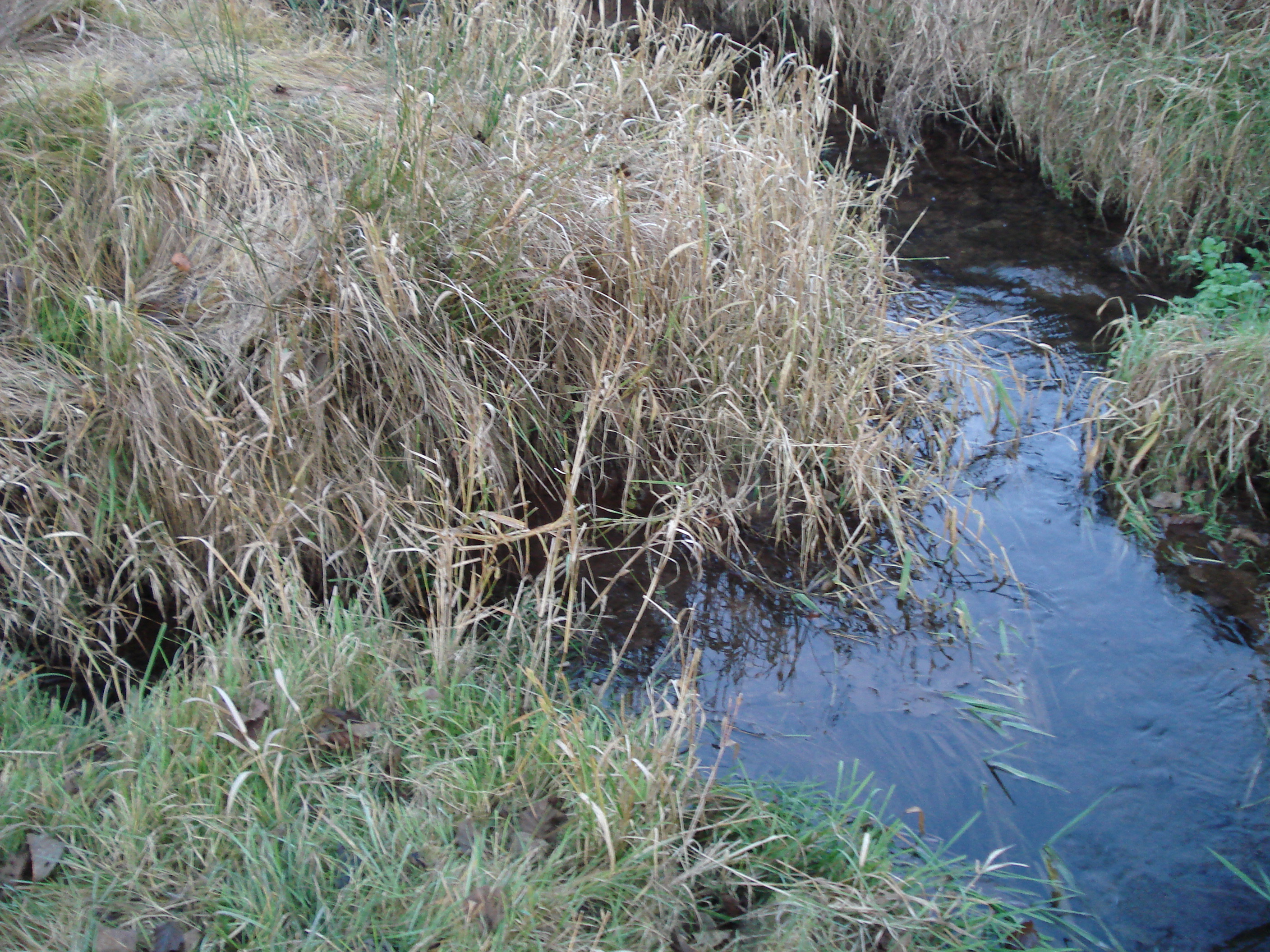
Der Birklerbach (links) mündet in den Aubach.

Der Birklerbach entspringt auf einer Höhe von 366 m ü. NHN  östlich von Heinrichsthal im Birklergrund, einem Tal, welches sich vollständig im Naturschutzgebiet Spessartwiesen befindet. Die Quelle des Baches liegt in der Nähe der Ruine einer 1765 erbauten Glashütte. Am Birklerbach sind stellenweise alte zerfallene Mauerreste von Wasserkanälen zu erkennen. 
Der Birklerbach verläuft in östliche Richtung und mündet schließlich auf einer Höhe von 330 m zwischen Wiesen und Wiesthal von rechts in den Aubach.